# Masawa
Ne doit pas être confondu avec Massaoua.

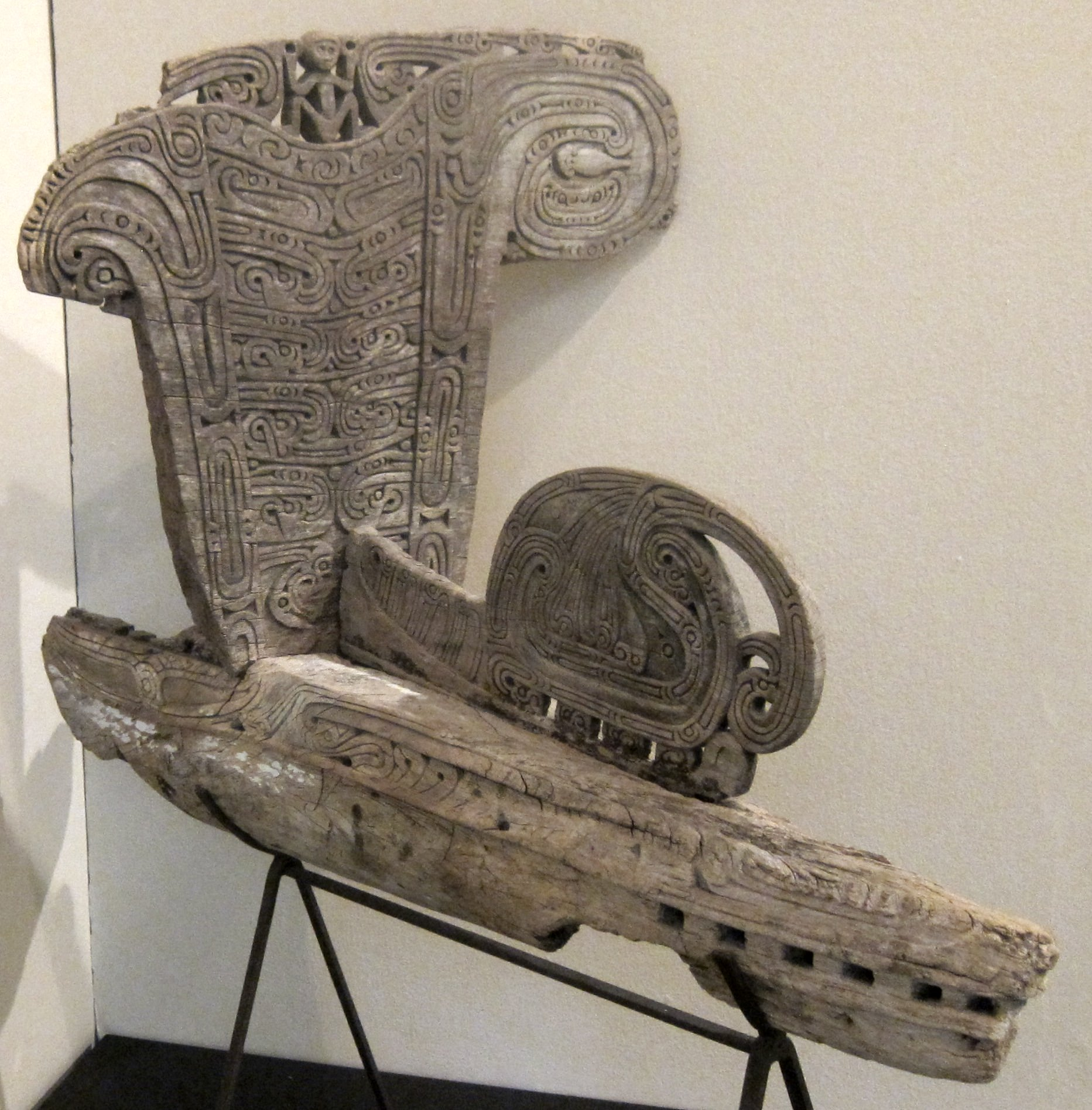
Proue d'un canoë des Iles Trobriand, en bois sculpté, datant du début du 20e siècle (Baie de Milne, Massim, Papousie-Nouvelle-Guinée, conservé au Honolulu Museum of Art). On peut y voir le rajim (planche pour dévier les éclaboussures) et une autre pièce le tabuya.

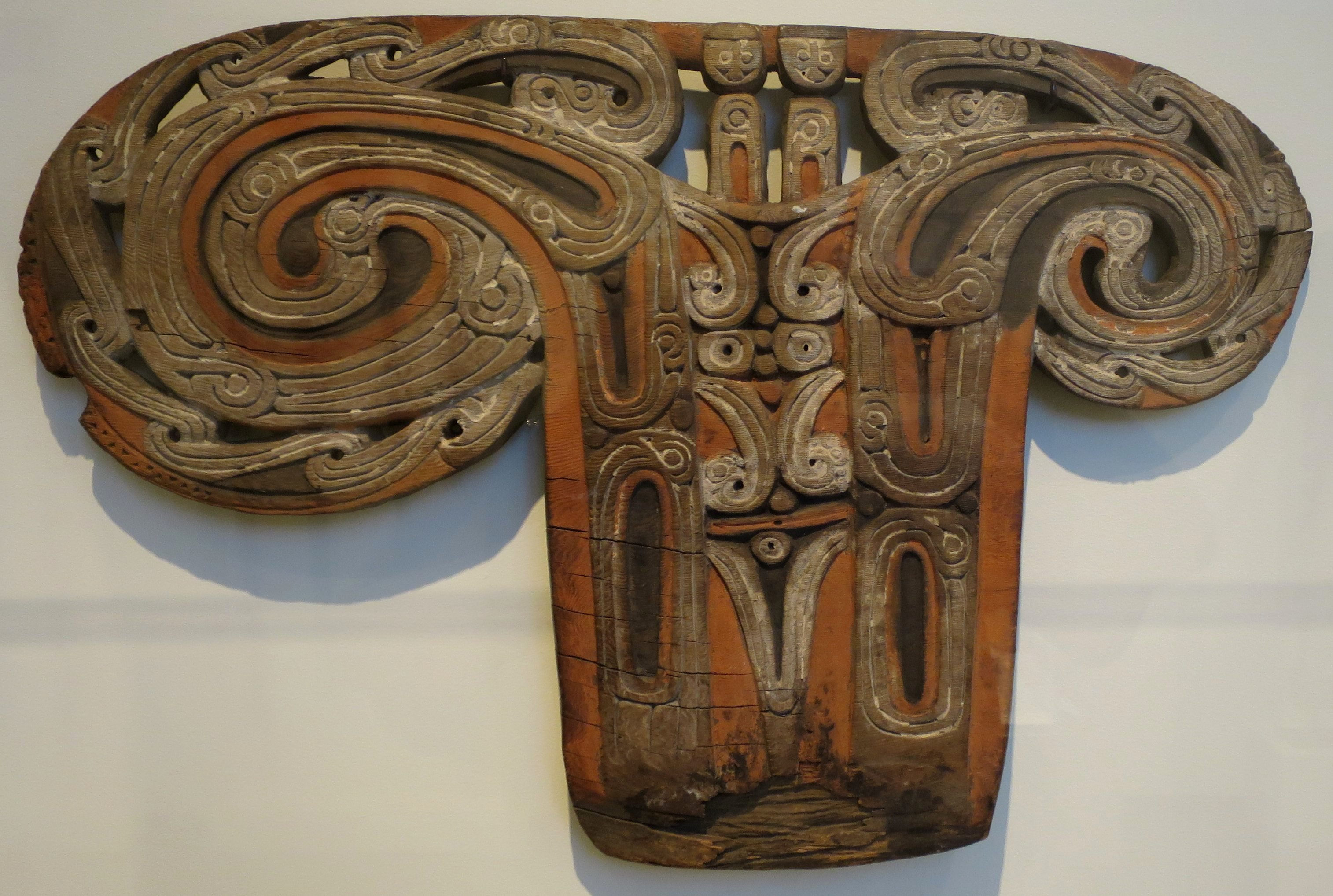
Détail d'un rajim (planche pour dévier les éclaboussures) d'un canoë des Iles Trobriand, en bois sculpté, datant du début du 20e siècle (Baie de Milne, Massim, Papousie-Nouvelle-Guinée, conservé au Honolulu Museum of Art).

Un masawa est un type de grande pirogue à balancier traditionnel, utilisé sur les iles Trobriand sur la côte Est de Nouvelle-Guinée, à double coque et voile austronésienne de forme triangulaire ou en arc de cercle. Elle représente un sous-type de waga, terme générique des voiliers des iles Trobriands. Ce voilier est utilisé pour la kula, un voyage commercial traditionnel.

## Description

### Taille
Un masawa mesure entre 6 et 10 m de long, il est représente un grand waga de taille intermédiaire entre le ligataya et le mesolaki. Ce type de navire était utilisé pour les voyages en haute-mer, c'est le type de canoë le plus petit participant au kula

### Construction cérémoniale
Très liée à la culture insulaire locale, la construction nécessite tout un ensemble d'opérations techniques et spirituelles étalé sur plusieurs mois, faisant intervenir à la fois des artisans et des sorciers.
Dans ce contexte spirituel, mêlé de magie, des motifs sculptés ornent traditionnellement les navires, ; notamment sur la proue ou le tabuja et le rajim, richement sculptés, permettent également de dévier les éclaboussures.
Lors du lancement le bateau est testé plusieurs heures, on appelle ce test : i-valakola-si tolilamila.

### Mât & manœuvres
La mât est appelé vania, l'antenne portant la voile est composé de deux pièces assemblées : la tige supérieure est appelé kenaya et la tige inférieure : kena’ila. Deux cordages principaux appelés soja et tapwai servent à la manœuvre.

### Voile
La voile, appelée naya, est confectionnée avec des feuilles de pandanus, comme beaucoup d'autres navires traditionnels en Océanie.
La préparation des feuilles pour la confection des voiles nécessite un procédé spécifique. Les épines présentes sur le côté des feuilles sont coupées. Après cette étape les feuilles sont soumises à une alternance d'opérations de séchage au soleil et de lissage à l'aide de pierres.
Lorsque le matériau pour les voiles est prêt, un dessin du canoé grandeur nature est réalisé sur le sol. Des piquets sont plantés et une corde appelée tasiu marque la forme triangulaire de la voile à confectionner. Une vieille voile est peut-être utilisée comme patron. La matière première de la voile, constituée des feuilles de pandanus séchés, est étalée sur le patron avec des personnes couchés dessus pour les plaquer, pendant que des opérateurs cousent les feuilles entre elles.
La couture des voiles commence par le sommet du triangle avec un fil confectionné également à base de pandanus. On utilisait traditionnellement des aiguilles en os de chauve-souris.
À la fin de la confection de la voile, un repas communautaire est organisé avec tous les opérateurs.